# Carlo Buonaparte
Carlo Maria Buonaparte, fr. Charles-Marie Bonaparte (ur. 29 marca 1746 w Ajaccio, zm. 24 lutego 1785 w Montpellier) – włoski prawnik i dyplomata, który był ojcem Cesarza Francuzów Napoleona I, a także Józefa Bonapartego – króla Neapolu i Hiszpanii, Ludwika – króla Holandii, Lucjana, Hieronima, Elizy i Karoliny. Był dziadkiem Napoleona II i Napoleona III.

## Młodość
Carlo Maria był synem Giuseppe Marii i Marii Anny Saveria Paravicini pochodzących z drobnej szlachty korsykańskiej. W roku 1760 został osierocony przez ojca i wychowaniem chłopca zajął się brat ojca, archidiakon Luciano Buonaparte, który wysłał go na studia prawnicze do Rzymu i Pizy, gdzie Carlo uzyskał doktorat. W wieku lat 18 Carlo Maria powrócił na Korsykę i zawarł związek małżeński z (prawdopodobnie, istnieje rozbieżność dat) czternastoletnią Letycją Ramolino. Małżonkowie doczekali się trzynastu potomków, z których ośmioro dożyło wieku dorosłego.

## Powstanie na Korsyce
W czasie powstania o niepodległość Korsyki kierowanego przez Pasquale Paoli (1768) małżonkowie Buonaparte stali po stronie powstańców, ale nie udali się wraz z nim na wygnanie do Anglii w roku 1769, lecz pozostali na Korsyce i przyłączyli się do partii profrancuskiej. Carlo Maria zdobył przychylność francuskiego gubernatora Marboeufa i został mianowany radcą królewskim, asesorem w sądzie w Ajaccio i otrzymał potwierdzenie szlachectwa, co mu umożliwiło umieszczenie części dzieci w ekskluzywnych zakładach wychowawczych we Francji, finansowanych ze szkatuły królewskiej.
We Francji był tylko trzy razy w życiu: w 1778, odwożąc synów Napoleona i Józefa do instytutu w Autun, w 1783, jadąc z dziećmi Lucjanem i Elizą do szkół w Saint-Cyr oraz w listopadzie 1784 na procesie w Montpellier. W tym mieście zmarł w lutym 1785 na raka żołądka.
Pochowany został w Montpellier, syn Lucjan przeniósł zwłoki około 1800 do Saint-Leu. W roku 1851 przeniesione zostały do Ajaccio, zaś po wybudowaniu przez Napoleona III Kaplicy Cesarskiej przy katedrze w Ajaccio (1861) złożone tam obok małżonki.

## Dalsza rodzina
Siostra stryjeczna Carla Marii, Isabella Maria Buonaparte, poślubiła korsykańskiego szlachcica Ludwika Antoniego Ornano. Syn tej pary, hrabia Filip-Antoni d’Ornano, został później marszałkiem Francji i drugim mężem Marii Walewskiej.